# Hubbleteleskopet

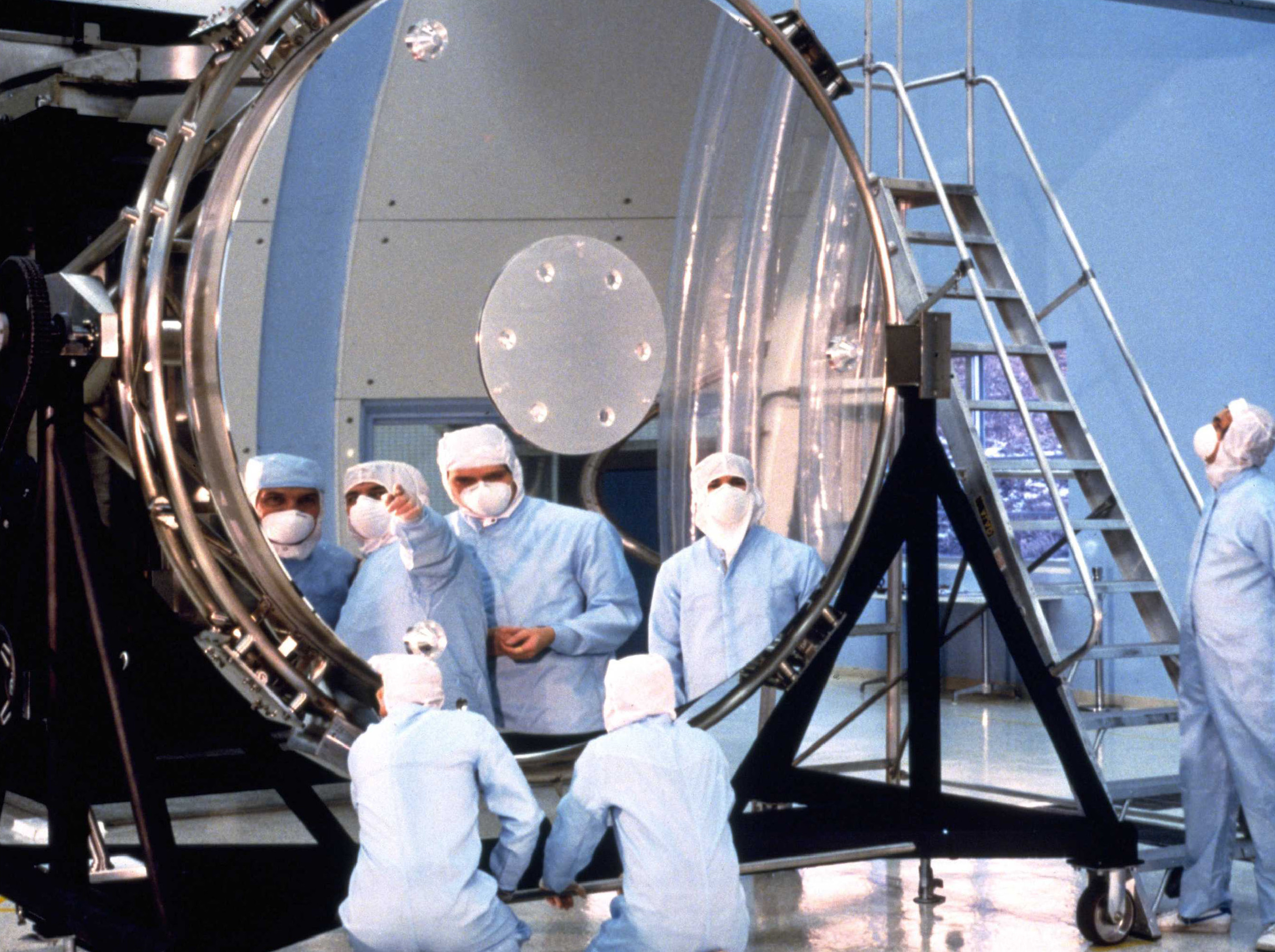
Hubble:s huvudspegel. Foto: NASA

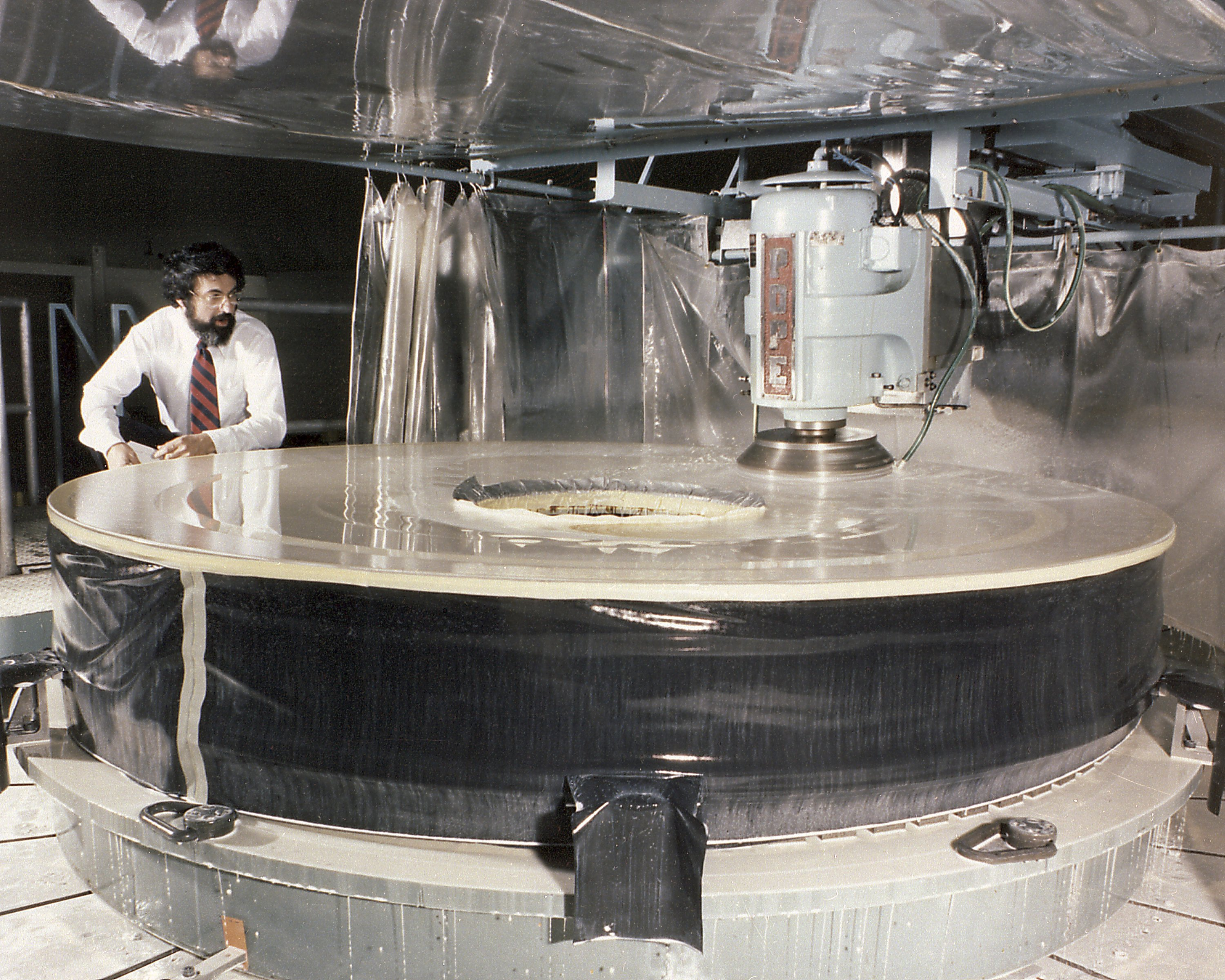
Slipning av Hubble's huvudspegel i mars 1979.

Hubbleteleskopet är ett rymdteleskop som NASA och ESA sände upp i rymden 1990. Teleskopet är uppkallat efter den amerikanske astronomen Edwin Hubble. Hubble-teleskopet går i en omloppsbana cirka 600 kilometer ovanför jorden, utanför dess atmosfär, och kan därför ta skarpare bilder än vad som är möjligt från ett markbaserat teleskop. Det är därmed ett av de viktigaste astronomiska instrumenten och har bidragit till en mängd ny kunskap inom detta område.

## Historia
Redan 1946 föreslog astronomen Lyman Spitzer att ett teleskop utanför jordens atmosfär skulle kunna ta bilder med en upplösning som är omöjlig att uppnå från jordens yta. Ett markbaserat teleskop störs av ett fenomen kallat seeing, orsakat av den turbulenta temperaturskiftningen i atmosfären, som får stjärnor att "blinka". År 1965 tillsattes en kommitté med ett rymdteleskop som målsättning, ledd av Spitzer. Åren 1966 och 1968 sköts OAO-1 respektive OAO-2 (förkortning av Orbiting Astronomical Observatory) upp, två rymdteleskop som utnyttjade det ultravioletta spektrumet. Dessa gjorde många viktiga upptäckter och banade väg för Hubble.
Efter detta fanns stor enighet om att ett större rymdbaserat spegelteleskop borde konstrueras. När sedan rymdfärjorna utvecklades skulle det även bli möjligt att underhålla ett dyrt rymdteleskop och därmed förlänga dess livstid. Det visade sig dock svårt för amerikanska rymdorganisationen NASA att skaffa pengar till projektet. Dess omfattning reducerades därför och ett samarbete inleddes med den europeiska rymdorganisationen ESA. I slutet av 1970-talet började teleskopet så småningom planeras och konstrueras. Konstruktionen av de olika delarna utfördes på många olika håll runt om i världen, av olika företag och organisationer. Bland annat tillverkade det amerikanska företaget PerkinElmer den 2,4 meter stora spegeln. År 1986 inträffade olyckan med rymdfärjan Challenger och rymdfärjetrafiken fick ett långt avbrott.
Efter många förseningar och budgetöverskridningar sköts Hubble-teleskopet upp den 24 april 1990 med hjälp av rymdfärjan Discovery på dess uppdrag STS-31. Fram till dess hade hela projektet kostat cirka 2 miljarder dollar, vilket kan jämföras med den ursprungliga kostnadskalkylen på 400 miljoner dollar. Efter uppskjutningen visade det sig att teleskopets spegel led av sfärisk aberration, vilket kraftigt reducerade dess kapacitet. År 1993 återställdes teleskopet till sitt planerade skick efter ett lyckat reparationsuppdrag, då man satte in Corrective Optics Space Telescope Axial Replacement (COSTAR). Den 1 mars 2002 installerades den kamera som kallas Advanced Camera for Surveys i Hubble (rymdfärjeuppdrag STS-109). Kameran innebar tio gångers effektivitetsförbättring. 
Det femte och sista service- och reparationsuppdraget (STS-125) genomfördes i maj 2009 då bland annat en planetkamera och en spektrograf installerades. Man installerade också en ring baktill på Hubble för att underlätta nästa uppdrag som blir att ta Hubble ur omloppsbanan och förstöra den när den har nått slutet på sin livslängd.
Den totala kostnaden för projektet beräknas till mellan 4 och 6,5 miljarder dollar, där Europa har bidragit med 593 miljoner euro (till och med år 1999).

## Rymdfärjefärderna

### Uppskjutningen
Discovery/STS-31 24–29 april 1990

### Servicefärd 1

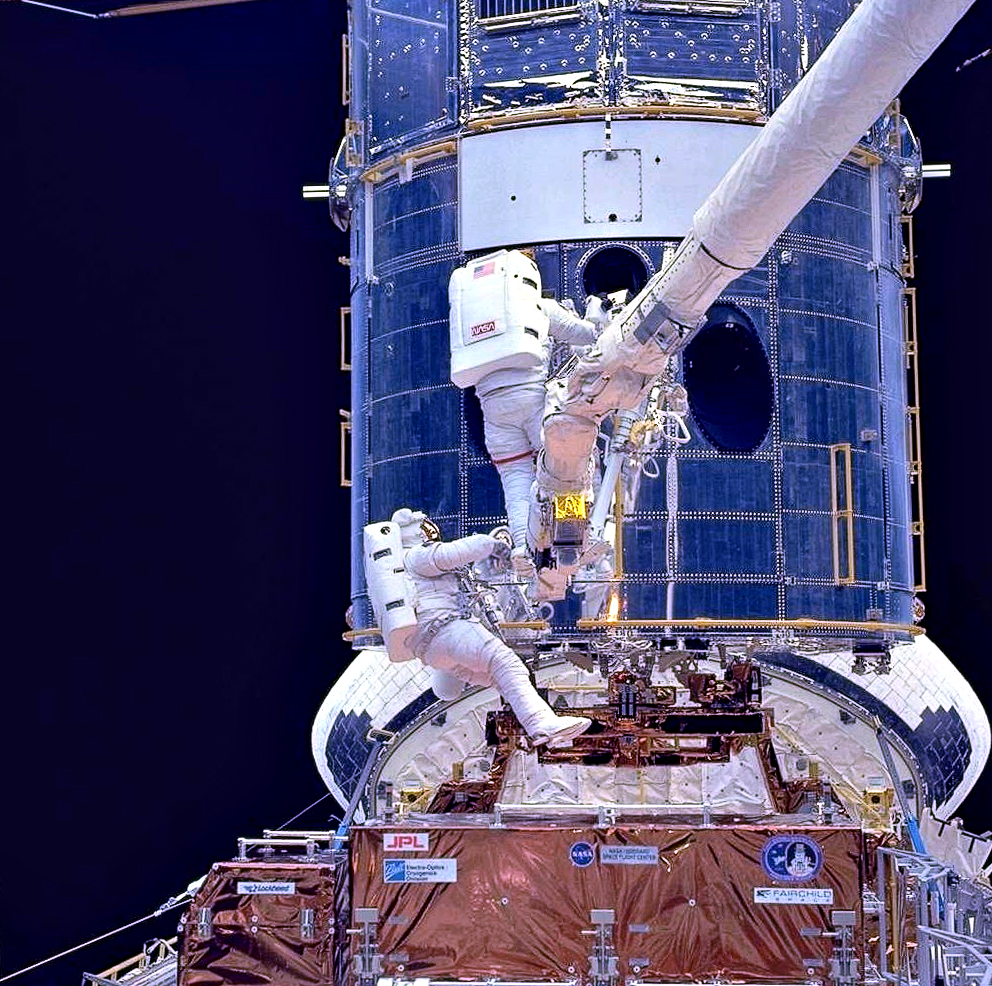
Astronauter arbetar med Hubble under det första serviceuppdraget.

Teleskopet är konstruerat så att man ska kunna utföra underhåll på det i rymden. När problemen med spegeln uppdagades blev det angeläget att göra ett första serviceuppdrag. Astronauterna var tvungna att utföra svåra ingrepp i bytet av optiken. De sju som valdes ut för uppdraget tränades intensivt för att kunna använda de hundratals verktyg som tagits fram speciellt för uppdraget. Uppdraget STS-61 med rymdfärjan Endeavour ägde rum i december 1993 och involverade installationen av ett antal instrument och annan utrustning. Uppdraget pågick i 10,5 dagar.

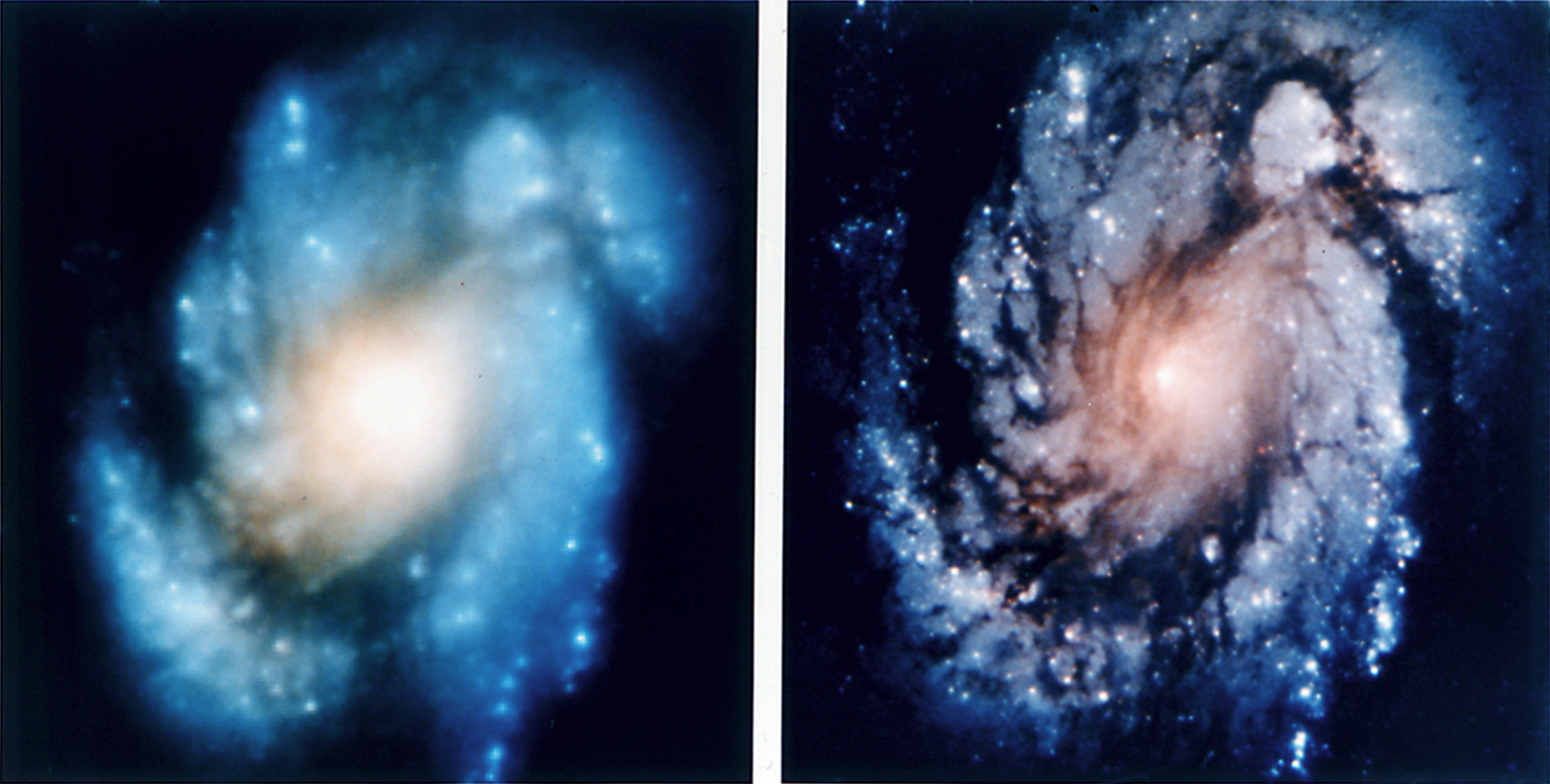
Utvecklingen i Hubbles bilder efter det första serviceuppdraget.

I första hand skulle High Speed Photometer bytas ut mot COSTAR:s korrigerande optik, och WFPC skulle ersättas med Wide Field and Planetary Camera 2 (WFPC2). Till detta skulle solpanelerna och dess drivelektronik ersättas, liksom fyra av gyroskopen som används för att rikta teleskopet. Datorerna ombord uppgraderades också, varpå den återstående uppgiften var att korrigera teleskopets omloppsbana sedan det sakta hade sjunkit i tre års tid på grund av det svaga luftmotstånd som trots allt skapas av den tunna övre atmosfären.
Den 13 januari 1994 meddelade NASA att uppdraget hade varit en framgång och visade därefter många av de skarpare bilderna. Uppdraget hade varit ett av de mest komplexa någonsin med bland annat fem långa rymdpromenader. Framgången var viktig för NASA och astronomin som nu återigen hade ett fullt fungerande teleskop att utforska okända galaxer med.

### Servicefärd 2

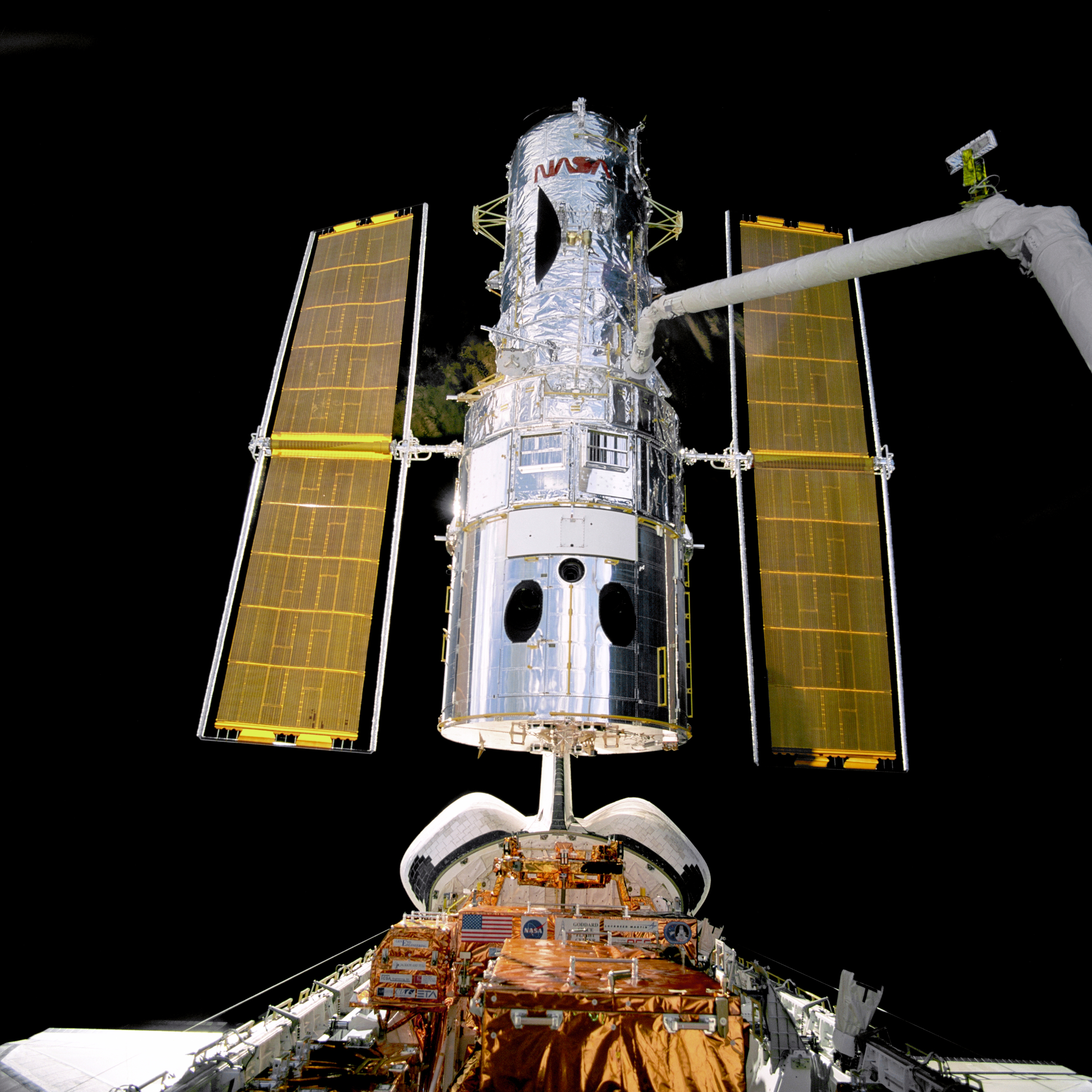
Hubbleteleskopet lyfts ur Discovery efter det andra serviceuppdraget 19 februari 1997.

Serviceuppdrag 2 skedde med hjälp av Discovery (STS-82) i februari 1997. Uppdraget ersatte GHRS och FOS med Space Telescope Imaging Spectrograph (STIS) och Near Infrared Camera and Multi-Object Spectrometer (NICMOS), en vetenskaplig bandspelare byttes ut mot en ny Solid State-spelare, värmeisoleringen reparerades och Hubbles omloppsbana höjdes återigen. NICMOS, byggt av Ball Aerospace innehåller en kylare med fast kväve för att reducera värmebrus, men kort efter att den installerats skedde en oväntad expansion, vilket gjorde att kylaren kom i kontakt med en optisk omvandlare. Detta ledde till att instrumentet kommer att värmas upp fortare och sänkte dess ursprungliga livstid från 4,5 år till ungefär 2 år.

### Servicefärd 3A
Serviceuppdrag 3A skedde med hjälp av Discovery (STS-103) i december 1999, en uppdelning från Serviceuppdrag 3 efter att tre av de sex gyroskopen ombord hade upphört att fungera. (Ett fjärde slutade fungera några få veckor innan uppdraget, vilket gjorde att teleskopet inte kunde utföra några observationer). Uppdraget bytte ut alla sex gyroskopen, ersatte rörelsesensor och en dator, installerade en Voltage/temperature Improvement Kit (VIK) för att förebygga överladdning i batterierna, och ersatte värmeisoleringsplattor. Den nya datorn var baserad på en strålningsskyddad Intel 486 och gjorde att några arbetsuppgifter, som tidigare endast kunde utföras på jorden, nu kunde göras ombord.

### Servicefärd 3B

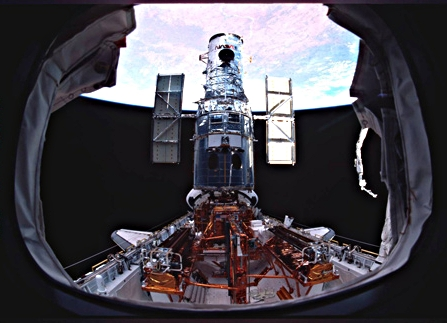
Hubble "fångad" av rymdfärjan ovanför jorden.

Serviceuppdrag 3B skedde med hjälp av Columbia (STS-109) i mars 2002. Astronauterna ersatte FOC med Advanced Camera for Surveys (ACS) samt reparerade NICMOS, som hade slutat att fungera 1999. ACS byggdes för Nasa av Ball Aerospace & Technologies Corp.. Ett nytt kylningssystem installerades också för att reducera instrumentets temperatur tillräckligt, så att man skulle kunna använda det igen. Det blev dock inte så kallt som den ursprungliga designern ville ha.
En av solpanelerna byttes ut för andra gången. De nya solpanelerna erhölls från samma tillverkare som byggde Iridiumsatelliterna och var endast två tredjedelar av storleken av de som tidigare använts, samtidigt som de gav 30 % mer energi. Denna extra energi gjorde att alla instrument på Hubble kunde vara igång samtidigt. Vibrationer som tidigare förekommit i samband med att panelernas växlade mellan att vara i direkt solljus och mörker, hade i och med de nya panelernas större flexibilitet reducerats kraftigt. Hubbles Power Distribution ersattes också för att råda bot på ett problem med besvärliga reläer. Denna procedur gjorde att teleskopet behövde stängas av helt för första gången sedan det sköts upp.  
Detta uppdrag ökade teleskopets förmåga. De två instrument som detta uppdrag huvudsakligen handlade om, ACS och NICMOS, tog tillsammans Hubble Ultra Deep Field år 2003 till 2004.

### Servicefärd 4
STS-125 (Atlantis från Kennedy Space Center i Florida) lyfte klockan 20.01 svensk tid, den 11 maj 2009 vilket blev den sista servicen av rymdteleskopet med hjälp av en rymdfärja.

## Vetenskapliga upptäckter

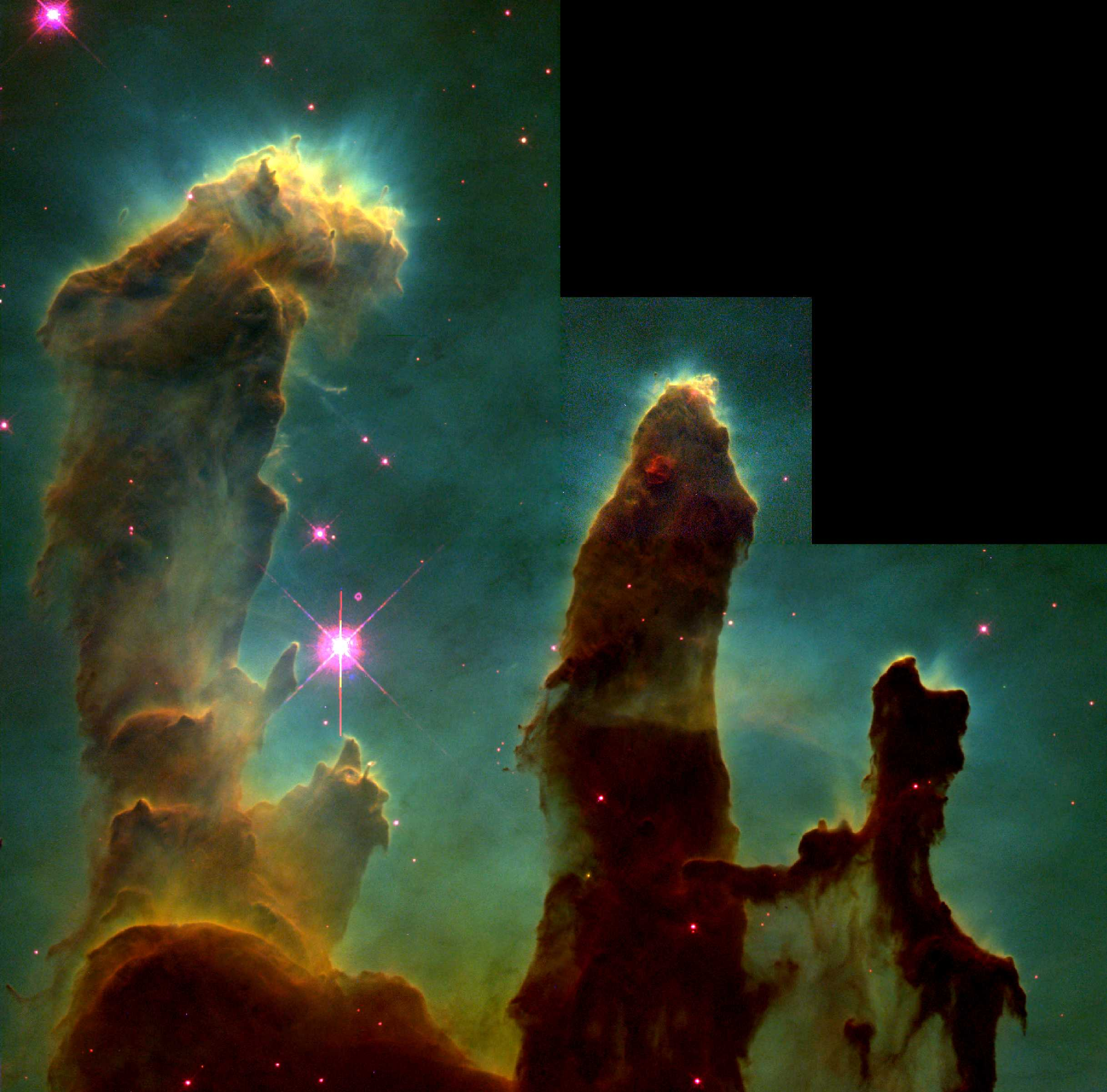
Örnnebulosan är en av Hubbles mest kända bilder.

Hubble har försett astronomin med en otrolig mängd mätdata, som redan lett till ny kunskap inom kosmologi och om olika fenomen i såväl det avlägsna universum som i vårt eget solsystem. I flera fall har det gällt frågor om tidigare mycket komplexa problem. Likväl har teleskopet kommit fram med så unika resultat att man behövde nya teorier för att förklara dem. Registrerade mätdata kommer att kunna användas lång tid framöver till att pröva inte bara sådana kompletterande teorier, utan även av forskare som föreslår alternativa kosmologiska modeller.

### Kosmologi
Ett av huvudmålen med Hubble-teleskopet var att mäta avstånd till en särskild typ av variabla stjärnor kallade cepheider mer noggrant än vad som varit möjligt tidigare. Dessa stjärnor används för kosmologisk avståndsbedömning och därigenom skulle snävare gränser för Hubble-konstantens värde kunna sättas. Konstanten är ett mått på universums expansionshastighet och därmed ett mått på dess ålder. Innan teleskopet togs i bruk uppskattades konstanten med en felmarginal på upp till 50 %, men med hjälp av teleskopets mätningar av cepheidvariabler i Virgohopen och andra avlägsna galaxhopar kunde man få fram ett värde med en felmarginal på 10 %.  Värdet stämmer överens med noggrannare mätningar, som genomförts efter Hubbles-teleskopets uppskjutning med andra tekniker.

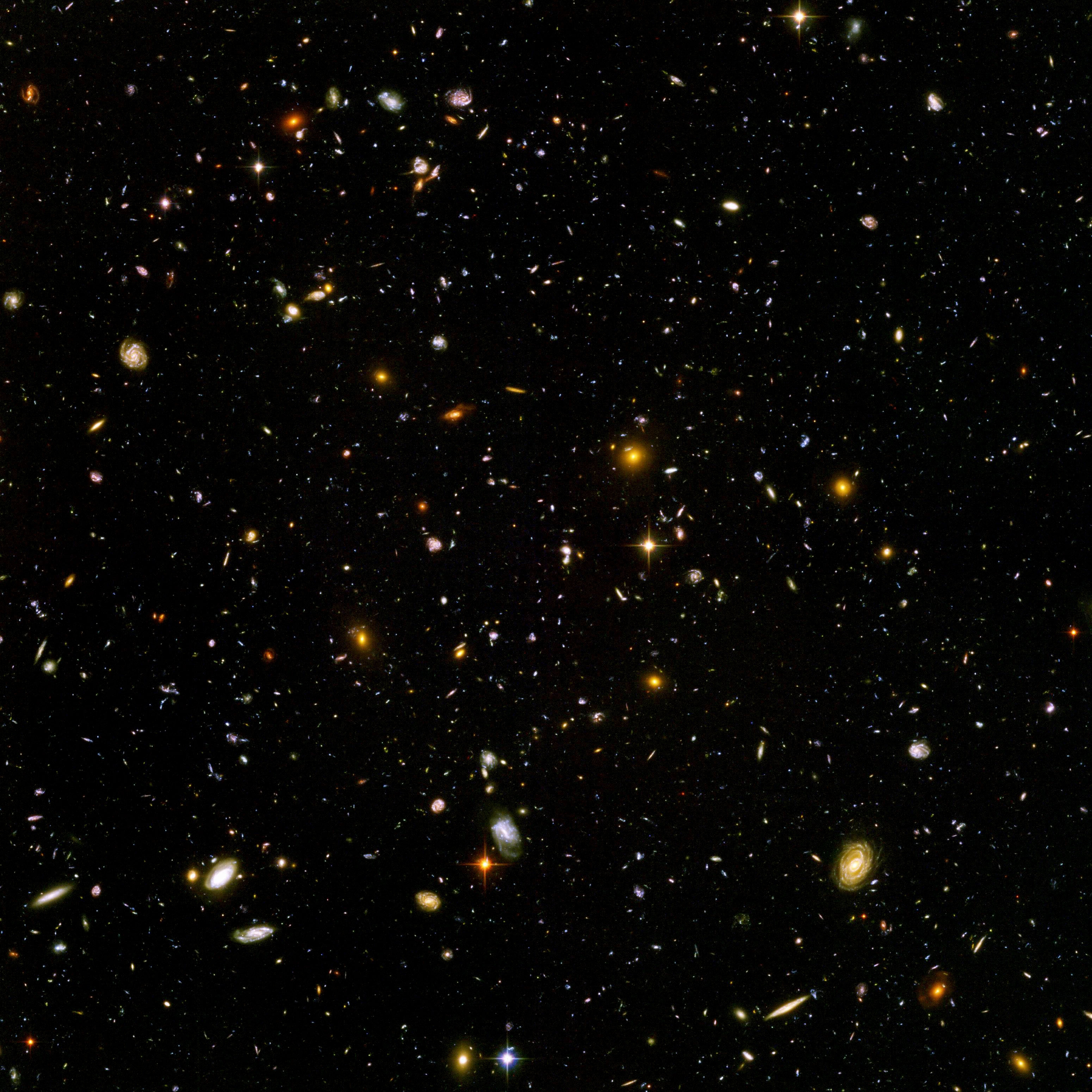
Foto av avlägsna galaxer från Hubble Ultra Deep Field-kartläggningen.

Hubble-teleskopet medverkade till att förfina uppskattningen av universums ålder, men väckte även frågor om dess framtid. Astronomer från de båda internationella forskargrupperna High-z Supernova Search Team och Supernova Cosmology Project, med svenska deltagare som Ariel Goobar och Jesper Sollerman, hade använt teleskopet för att observera supernovor i avlägsna galaxer. Resultaten förefaller visa att universum inte drar sig samman allt snabbare under gravitationens inverkan, vilket varit en av huvudhypoteserna. Snarare menar dessa forskare att resultaten bör tolkas så att expansionen i själva verket accelererar. Senare och ännu noggrannare mätdata från såväl mark- som rymdbaserade teleskop bekräftar detta. Resultaten är överraskande och man har idag ännu inte skaffat sig någon klar bild av hur denna förmodade acceleration uppstår. Därför finns även enstaka forskare som arbetar med modeller som passar mätdata utan att behöva spekulera om accelererande expansion.
Utifrån den gängse modellen av ett expanderande universum kan andra observationer med teleskopet tolkas som starka indikationer för existensen av mörk materia i universum. Den modell som innebär att de flesta galaxer har en mycket stor central ansamling av massa har blivit delvis bekräftad genom ett stort antal observationer. Den gängse tolkningen är att massansamlingen rör sig om supermassiva svarta hål.

### Universum

Hubbleteleskopets bild av Orionnebulosan från den 11 januari 2006 är en mosaik som tog 105 varv runt jorden att färdigställa.

En av de unika nya kunskapskällor Hubble har bidragit till är bilder från kartläggningarna Hubble Deep Field och Hubble Ultra Deep Field. Dessa utnyttjade Hubbles oöverträffade känslighet vid synliga våglängder till att skapa skarpa bilder av små fläckar i skyn, vilka är de mest långtseende som någonsin erhållits vid optiska våglängder. Bilderna avslöjar flera miljarder ljusår avlägsna galaxer och de har alstrat en stor mängd vetenskapliga artiklar som ger en klarare uppfattning om vårt kosmos för lika många år sedan. Därmed har teleskopet inte bara upptäckt galaxer belägna på 13 miljarder ljusårs avstånd, utan även synliggjort vad man tolkar som de första galaxer som en gång bildades. Vidare har Hubble:
- gjort det möjligt att upptäcka intergalaktiskt helium, som skulle kunna ha ett mycket tidigt ursprung;
- givit de första bilderna som visar galaxer med kvasarer i sitt inre;
- för första gången detekterat emission av ultraviolett laserstrålning i rymden;
- bidragit till upptäckten av en ny typ av gravitationslins i form av ett så kallat Einstein-kors, som kan användas som lupp för att undersöka mycket avlägsna delar av universum;
- ett par ringar som omger stjärnan som exploderade som supernova i Stora Magellanska molnet 1987;
- funnit att gigantiska kometmoln formades runt en döende stjärna;
- funnit jättelika stoftpelare och gas, som bildas i det inre av nya stjärnor.

Andra större upptäckter från Hubbles data inkluderar belägg för andra solsystem:
- protoplanetära ackretionsskivor i Orionnebulosan;
- belägg för närvaro av exoplaneter kretsande runt solliknande stjärnor. Den upptäckte även den första atmosfären kring en exoplanet, nämligen HD 209458 b.

Hubbles optiska observationer av de ännu mystiska gammablixtarna har både besvarat och skapat frågor.

### Solsystemet
Hubble har kunnat observera alla planeter och mindre objekt i vårt eget solsystem förutom Merkurius.  På grund av dess närhet till solen skulle observationer av denna planet kunna skada teleskopets lins. Hubble blev mycket viktig när den sattes att studera dynamiken av en kollision mellan kometen Shoemaker-Levy 9 och Jupiter år 1994, ett fenomen som bara inträffar en gång på flera decennier.  Observationer från Hubble har visat att Jupiters isiga måne Europa har ett spår av atmosfär med syre. Hubble har kunnat följa utvecklingen i Uranus och Neptunus atmosfärer med goda resultat. Det visade sig att det mörka stråket i Neptunus atmosfär är rörligt; det försvinner från en hemisfär och dyker upp på den motsatta. Genom Hubbleteleskopet har en ny typ av små månar upptäckts i den yttre delen av Saturnus ringsystem.
Genom teleskopet har även andra objekt i solsystemet studerats; bland annat dvärgplaneterna Pluto och Eris. Detta gav den första kartan över Pluto. En liknande studie gav även den första kartan över en asteroid. Vidare har data från Hubble visat att hundratals miljoner kometer omger solsystemet.

## Värdering av nytta mot kostnader
Ett vetenskapligt projekts framgång beror av resultatens värde, som kan mätas i antal doktorsavhandlingar och publikationer i vetenskapliga tidskrifter med varierande rykte. Sådana objektiva mått visar vilket fantastiskt genomslag Hubbles data redan åstadkommit inom astronomin. Mer än 4 000 artiklar baserade på Hubbles data hade på våren 2003 publicerats i peer review-tidskrifter och betydligt fler hade figurerat i proceedings från konferenser. Man räknar med att omkring en tredjedel av artiklar inom astronomi inte alls blivit citerade ett antal år efter publiceringen, medan bara 2 % av alla vetenskapliga artiklar baserade på Hubbledata saknar citeringar. I snitt får en artikel baserad på Hubbledata omkring dubbelt så många citeringar som artiklar baserade på andra data. Av de tvåhundra vetenskapliga artiklar som publiceras varje år, där de flesta får citeringarna, är runt tio baserade på Hubbles data. Dessutom är det åtskilliga artiklar baserade på Hubble som publicerats i tidskrifter med mycket hög så kallad impact factor som Science och Nature, vilket inte är ovanligt för astronomer.
Nyttan av en bättre världsbild har många andra aspekter och politiska avvägningar kommer in i bilden. Även om Hubble helt klart har haft ett signifikant genomslag på astronomisk forskning, så har de finansiella kostnaderna varit mycket stora. En studie över det relativa genomslaget på astronomin av olika stora teleskop fann att, medan artiklar baserade på Hubble data alstrar femton gånger så många citeringar som ett fyra meters markbaserat teleskop som William Herschel-teleskopet, så kostar Hubble omkring 100 gånger så mycket att bygga och underhålla.
Redan innan Hubble hade skjutits upp i sin omloppsbana, så kunde markbaserad "speckle"-avbildning ge bättre upplösta bilder av ljusa objekt än Hubble. Dessutom har numera utvecklingen av adaptiv optik utsträckt den högupplösande avbildningsförmågan hos markbaserade instrument till infraröda bilder av svaga objekt. Markbaserad avbildning kan ske till mycket lägre kostnad och har därför blivit en nyckelfråga i debatten om rymdteleskopens framtid.

## Framtiden
Hubbleteleskopet har haft stor betydelse för vetenskapen och kommer fortsätta användas fram till 2022 då ett annat teleskop, kallat JWST (James Webb Space Telescope) är planerat att tas i bruk.